# Fabrizio Cacciatore
Fabrizio Cacciatore (Turim, 8 de outubro de 1986) é um futebolista profissional italiano que atua como defensor. Atualmente, joga pelo clube italiano Cagliari Calcio.